# Оружане снаге Мађарске
Оружане снаге Мађарске (мађ. Magyar Honvédség) је оружана сила Мађарске. Од 2007. Оружане снаге Мађарске су под јединственом командном структуром. Министарство одбране одржава политичку и цивилну контролу над војском.